# Bob Brookmeyer Live at the Village Vanguard
Bob Brookmeyer Live at the Village Vanguard è un album live di Mel Lewis e Bob Brookmeyer (uscito come "Mel Lewis and the Jazz Orchestra/Bob Brookmeyer") fu pubblicato originariamente dall'etichetta Gryphon Records, nel 1991 fu ristampato su CD dalla label, DCC Jazz Records.
Il concerto fu registrato nel famoso jazz club newyorkese, appunto il Village Vanguard, nel Febbraio del 1980, nel gruppo presente anche il trombettista Clark Terry.

## Tracce
1. Ding Dong Ding – 7:13 (Bob Brookmeyer)
2. First Love Song – 5:06 (Bob Brookmeyer)
3. Hello and Goodbye – 7:27 (Bob Brookmeyer)
4. Skylark – 6:55 (Hoagy Carmichael, Johnny Mercer)
5. El Co – 15:34 (Bob Brookmeyer)
6. The Fan Club – 5:11 (Bob Brookmeyer)

## Musicisti
- Bob Brookmeyer - trombone (solista nei brani 05 & 06), arrangiamenti, compositore
- Clark Terry - flugelhorn (solista nei brani 05 & 06)
- Earl Gardner - tromba
- Ron Tooley - tromba
- Larry Moses - tromba
- John Marshall - tromba
- Stephanie Fauber - french horn
- John Mosca - trombone
- Lee Robertson - trombone
- Earl McIntyre - trombone
- Lolly Bienenfeld - trombone
- Dick Oatts - reeds (solista sassofono alto nel brano 04 - sassofono soprano brano 01)
- Steve Coleman - reeds
- Bob Mintzer - reeds
- Richard Perry - reeds (solista sassofono tenore nel brano 03)
- Gary Pribeck - reeds (solista sassofono baritono nel brano 03)
- Jim McNeeley - pianoforte (solista nei brani 01 & 02)
- Rufus Reid - contrabbasso
- Mel Lewis - batteria